# Professional'nyj Futbol'nyj Klub Central'nyj Sportivnyj Klub Armii 2020-2021
Questa voce raccoglie le informazioni riguardanti il Professional'nyj Futbol'nyj Klub CSKA nelle competizioni ufficiali della stagione 2020-2021.

## Stagione
Durante il girone d'andata collezionò un totale di undici vittorie, tre sconfitte e due pareggi, mentre l'avventura in Europa League si conclude con un deludente ultimo posto ai gironi. Il girone di ritorno riparte molto male, nelle prime cinque giornate colleziona solo una vittoria e due pareggi. Il 22 marzo Viktor Goncharenko lascia il suo ruolo di allenatore del CSKA Mosca, dopo aver totalizzato solo un'altra vittoria. Il giorno seguente la società annuncia l'ingaggio dell'ex calciatore croato Ivica Olić come nuovo allenatore della squadra.
Il croato non riesce a risollevare la squadra ottenendo solo tre vittorie e un pareggio nelle ultime sette giornate del campionato. Mentre l'avventura in coppa di Russia si ferma in semifinale, dopo aver ottenuto una brusca sconfitta contro i concittadini del Lokomotiv.
Il CSKA conclude la stagione 2020-21 al 6º posto in campionato, risultando il peggior piazzamento dalla stagione 2001.

## Divise
| Casa | Trasferta | Terza maglia |

## Rosa
| N. |                    | Ruolo | Calciatore                |
| -- | ------------------ | ----- | ------------------------- |
| 1  | Russia (bandiera)  | P     | Il'ja Pomazun             |
| 35 | Russia (bandiera)  | P     | Igor' Akinfeev (capitano) |
| 2  | Russia (bandiera)  | D     | Mário Fernandes           |
| 3  | Brasile (bandiera) | D     | Bruno Fuchs               |
| 5  | Russia (bandiera)  | D     | Viktor Vasin              |
| 14 | Russia (bandiera)  | D     | Kirill Nababkin           |
| 23 | Islanda (bandiera) | D     | Hörður Magnússon          |
| 42 | Russia (bandiera)  | D     | Georgij Ščennikov         |
| 62 | Russia (bandiera)  | D     | Vadim Karpov              |
| 71 | Russia (bandiera)  | D     | Najair Tiknizjan          |
| 78 | Russia (bandiera)  | D     | Igor' Diveev              |
| 7  | Russia (bandiera)  | C     | Il'zat Achmetov           |
| 8  | Croazia (bandiera) | C     | Nikola Vlašić             |
| 10 | Russia (bandiera)  | C     | Alan Dzagoev              |

| N. |                        | Ruolo | Calciatore             |
| -- | ---------------------- | ----- | ---------------------- |
| 17 | Islanda (bandiera)     | C     | Arnór Sigurðsson       |
| 19 | Kazakistan (bandiera)  | C     | Baqtııaar Zaınýtdınov  |
| 20 | Russia (bandiera)      | C     | Konstantin Kučaev      |
| 22 | Russia (bandiera)      | C     | Konstantin Maradišvili |
| 25 | Croazia (bandiera)     | C     | Kristijan Bistrović    |
| 29 | Slovenia (bandiera)    | C     | Jaka Bijol             |
| 88 | Norvegia (bandiera)    | C     | Emil Bohinen           |
| 98 | Russia (bandiera)      | C     | Ivan Obljakov          |
| 9  | Russia (bandiera)      | A     | Fëdor Čalov            |
| 11 | Nigeria (bandiera)     | A     | Chidera Ejuke          |
| 21 | Argentina (bandiera)   | A     | Adolfo Gaich           |
| 32 | Venezuela (bandiera)   | A     | Salomón Rondón         |
| 99 | Bielorussia (bandiera) | A     | Illja Škuryn           |

## Risultati

### Campionato

#### Girone di andata
| Arbitro: | Vladislav Bezborodov |

|  |           |                        |
|  | Marcatori | 18’ Kučaev 45’ Dzagoev |

| Arbitro: | Vladimir Moskalyov |

|                       |           |                |
| Kučaev 29’ Škuryn 55’ | Marcatori | 42’ Karapetyan |

| Arbitro: | Vitali Meshkov |

|                 |           |            |
| Azmoun 19’, 69’ | Marcatori | 26’ Vlašić |

| Arbitro: | Kirill Levnikov |

|            |           |                         |
| Vlašić 39’ | Marcatori | 37’ Bakaev 90+’ Makarov |

| Arbitro: | Vladislav Bezborodov |

|               |           |            |
| Wanderson 80’ | Marcatori | 28’ Kučaev |

| Arbitro: | Sergei Ivanov |

|  |           |                                     |
|  | Marcatori | 11’ Kučaev 88’ Bistrović 90’ Vlašić |

| Arbitro: | Sergei Ivanov |

|                                      |           |           |
| Magnússon 30’ Vlašić 45+’ Ejuke 90+’ | Marcatori | 11’ Ponce |

| Arbitro: | Nikolay Voloshin |

|  |           |               |
|  | Marcatori | 65’ Bistrović |

| Arbitro: | Mikhail Vilkov |

|  |           |            |
|  | Marcatori | 45’ Smolov |

| Arbitro: | Stanislav Vasiliev |

|  |           |                                 |
|  | Marcatori | 52’ Zaınýtdınov 56’ Maradišvili |

| Arbitro: | Vladislav Bezborodov |

|                                 |           |          |
| Kučaev 51’ Ejuke 54’ Diveev 68’ | Marcatori | 57’ Moro |

| Arbitro: | Igor Panin |

|                                                               |           |              |
| Čalov 45+’ (rig.) Vlašić 50’, 58’ Sigurðsson 86’ Obljakov 87’ | Marcatori | 78’ Đorđević |

| Arbitro: | Pavel Kukuyan |

|  |           |             |
|  | Marcatori | 41’ Dzagoev |

| Arbitro: | Aleksei Matyunin |

|                      |           |  |
| Kučaev 20’ Čalov 74’ | Marcatori |  |

| Arbitro: | Evgeny Kukulyak |

|               |           |                |
| Sigurðsson 5’ | Marcatori | 23’ Burmistrov |

#### Girone di ritorno
| Arbitro: | Vitali Meshkov |

|                |           |  |
| Despotović 59’ | Marcatori |  |

| Arbitro: | Kirill Levnikov |

|                       |           |                          |
| Vlašić 40’ Škuryn 54’ | Marcatori | 47’ Kucharčuk 51’ Mirzov |

| Arbitro: | Alexey Sukhoi |

|                              |           |                          |
| Škuryn 12’ Vlašić 61’ (rig.) | Marcatori | 31’ Egoryčev 90’ Kalinin |

| Arbitro: | Vladimir Moskalyov |

|              |           |                    |
| Kozlov 90+1’ | Marcatori | 2’, 57’, 82’ Čalov |

| Arbitro: | Pavel Kukuyan |

|                             |           |  |
| Lisakovič 6’ Krychowiak 41’ | Marcatori |  |

| Arbitro: | Ivan Sidenkov |

|                              |           |  |
| Rondón 39’ (rig.) Vlašić 52’ | Marcatori |  |

| Arbitro: | Vladislav Bezborodov |

|                                     |           |               |
| Panteleev 42’ (rig.) Lomovickij 45’ | Marcatori | 90’ Tiknizjan |

| Arbitro: | Evgeny Kukulyak |

|                               |           |                                   |
| Rondón 28’ Vlašić 90+’ (rig.) | Marcatori | 33’ (rig.) Dzjuba 50’, 77’ Wendel |

| Arbitro: | Vitali Meshkov |

|                     |           |                                     |
| Archipov 16’ (rig.) | Marcatori | 26’ (rig.) Vlašić 52’ (rig.) Rondón |

| Arbitro: | Sergej Karasëv |

|                        |           |  |
| Ejuke 45+1’ Rondón 70’ | Marcatori |  |

| Arbitro: | Stanislav Vasiliev |

|                              |           |            |
| Noboa 40’ (rig.) Jusupov 55’ | Marcatori | 79’ Diveev |

| Arbitro: | Pavel Kukuyan |

|             |           |  |
| Larsson 52’ | Marcatori |  |

| Arbitro: | Vasily Kazartsev |

|           |           |             |
| Čalov 71’ | Marcatori | 66’ Mrzljak |

| Arbitro: | Vitali Meshkov |

|                                   |           |              |
| Ejuke 32’ Čalov 56’ Fernandes 69’ | Marcatori | 26’ Claesson |

| Arbitro: | Kirill Levnikov |

|                               |           |                         |
| Grulëv 65’, 72’ Zacharjan 89’ | Marcatori | 18’ Tiknizjan 79’ Ejuke |

### Coppa di Russia
| Arbitro: | Vasily Kazartsev |

|                         |           |  |
| Achmetov 39’ Vlašić 66’ | Marcatori |  |

| Arbitro: | Mikhail Vilkov |

|             |           |                          |
| Lucenko 33’ | Marcatori | 48’ Karpov 86’ Fernandes |

| Arbitro: | Sergej Karasëv |

|                                         |           |  |
| Lucenko 16’ Smolov 54’ Krychowiak 90+1’ | Marcatori |  |

### Europa League
| Arbitro: | Sascha Stegemann |

|                   |           |          |
| Liendl 42’ (rig.) | Marcatori | 5’ Gaich |

| Mosca 29 ottobre 2020, ore 18:55 CET 2ª giornata | CSKA Mosca    | 0 – 0 referto | Dinamo Zagabria | Arena CSKA (6 411 spett.)\| Arbitro: \| Radu Petrescu \| |
| Arbitro:                                         | Radu Petrescu |               |                 |                                                          |

| Arbitro: | Roi Reinshreiber |

|                                   |           |                   |
| Haps 63’ Kökçü 71’ Geertruida 72’ | Marcatori | 80’ (aut.) Senesi |

| Mosca 26 novembre 2020, ore 18:55 CET 4ª giornata | CSKA Mosca    | 0 – 0 referto | Feyenoord | Arena CSKA (5 407 spett.)\| Arbitro: \| Kristo Tohver \| |
| Arbitro:                                          | Kristo Tohver |               |           |                                                          |

| Arbitro: | Nikola Dabanović |

|  |           |              |
|  | Marcatori | 22’ Vizinger |

| Arbitro: | Tiago Martins |

|                                     |           |               |
| Gvardiol 28’ Oršić 41’ Kastrati 75’ | Marcatori | 77’ Bistrović |

## Statistiche

### Statistiche di squadra
Dati aggiornati il 16 maggio 2021.
| Competizione    | Punti | In casa | In casa | In casa | In casa | In casa | In casa | In trasferta | In trasferta | In trasferta | In trasferta | In trasferta | In trasferta | Totale | Totale | Totale | Totale | Totale | Totale | DR  |
| Competizione    | Punti | G       | V       | N       | P       | Gf      | Gs      | G            | V            | N            | P            | Gf           | Gs           | G      | V      | N      | P      | Gf     | Gs     | DR  |
| --------------- | ----- | ------- | ------- | ------- | ------- | ------- | ------- | ------------ | ------------ | ------------ | ------------ | ------------ | ------------ | ------ | ------ | ------ | ------ | ------ | ------ | --- |
| Prem'er-Liga    | 50    | 15      | 8       | 4       | 3       | 31      | 17      | 15           | 7            | 1            | 7            | 20           | 16           | 30     | 15     | 5      | 10     | 51     | 33     | +18 |
| Coppa di Russia | -     | 1       | 1       | 0       | 0       | 2       | 0       | 2            | 1            | 0            | 1            | 2            | 4            | 3      | 2      | 0      | 1      | 4      | 4      | 0   |
| Europa League   | -     | 3       | 0       | 2       | 1       | 0       | 1       | 3            | 0            | 1            | 2            | 3            | 6            | 6      | 0      | 3      | 3      | 3      | 7      | -4  |
| Totale          | 50    | 19      | 9       | 6       | 4       | 32      | 18      | 20           | 8            | 2            | 10           | 25           | 26           | 39     | 17     | 8      | 14     | 58     | 44     | +14 |

### Andamento in campionato
| Giornata  | 1 | 2 | 3 | 4 | 5 | 6 | 7 | 8 | 9 | 10 | 11 | 12 | 13 | 14 | 15 | 16 | 17 | 18 | 19 | 20 | 21 | 22 | 23 | 24 | 25 | 26 | 27 | 28 | 29 | 30 |
| --------- | - | - | - | - | - | - | - | - | - | -- | -- | -- | -- | -- | -- | -- | -- | -- | -- | -- | -- | -- | -- | -- | -- | -- | -- | -- | -- | -- |
| Luogo     | T | C | T | C | T | T | C | T | C | T  | C  | C  | T  | C  | C  | T  | C  | C  | T  | T  | C  | T  | C  | T  | C  | T  | T  | C  | C  | T  |
| Risultato | V | V | P | P | N | V | V | V | P | V  | V  | V  | V  | V  | N  | P  | N  | N  | V  | P  | V  | P  | P  | V  | V  | P  | P  | N  | V  | P  |
| Posizione | 4 | 2 | 5 | 8 | 9 | 5 | 4 | 3 | 4 | 3  | 3  | 2  | 1  | 1  | 1  | 2  | 3  | 3  | 2  | 2  | 2  | 3  | 5  | 4  | 4  | 5  | 6  | 6  | 6  | 6  |

Legenda:

Luogo: C = Casa; T = Trasferta. Risultato: V = Vittoria; N = Pareggio; P = Sconfitta.